# Außenministerium (Sierra Leone)
Das Ministerium für Äußeres und Internationale Kooperation (MOFAIC; englisch Ministry of Foreign Affairs & International Cooperation), bis April 2018 Außenministerium (englisch Ministry of Foreign Affairs), ist das Außenministerium von Sierra Leone.
Dem Ministerium steht Timothy Kabbah als Mitglied des Kabinett Bio III vor.

## Außenminister
| Foto | Name                           | Lebensdaten | Amtszeit                     |
| ---- | ------------------------------ | ----------- | ---------------------------- |
|      | John Karefa-Smart              | 1915–2010   | 1961–1964                    |
|      | Cyril Rogers-Wright            | 1910–1971   | 1964–1965                    |
|      | Maigore Kallon                 | 1929–2015   | 1965–1967                    |
|      | Leslie William Leigh           | 1921–1980   | 1967–1968                    |
|      | Luseni Brewah                  | 1924–1978   | 1968–1969                    |
|      | Cyril Foray                    | 1934–2003   | 1969–1971                    |
|      | Solomon Athanasius James Pratt | 1921–2017   | 1971–1973                    |
|      | Desmind Luke                   | * 1935      | 1973–1975                    |
|      | Francis Minah                  | 1929–1989   | 1975–1977                    |
|      | Abdulai Conteh                 | * 1945      | 1977–1984                    |
|      | Sheka Hassan Kanu              | * 1932      | 1984–1985                    |
|      | Abdul Karim Koroma             | * 1944      | 1985–1991                    |
|      | Ahmed Ramadan Dumbuya          | * 1942      | 1991–1992                    |
|      | Mohamed Lamin Kamara           | * 1943      | 1992–1993                    |
|      | Karefa Kargbo                  |             | 1993–1994                    |
|      | Abass Bundu                    | * 1948      | 1994–1995                    |
|      | Alusine Fofanah                | * 1952      | 1995–1996                    |
|      | Melvin Chalobah                | * 1944      | 1996                         |
|      | Maigore Kallon                 | 1929–2015   | 1996                         |
|      | Shirley Gbujama                | * 1936      | 1996–1997                    |
|      | Alimamy Pallo Bangura          | * 1950      | 1997–1998                    |
|      | Sama Banya                     | * 1930      | 1998–2001                    |
|      | Ahmed Ramadan Dumbuya          | * 1942      | 2001–2002                    |
|      | Momodu Koroma                  | * 1956      | 2002–2007                    |
|      | Zainab Bangura                 | * 1959      | 2007–2010                    |
|      | Joseph Bandabla Dauda          | 1942–2017   | 2010–2012                    |
|      | Samura Kamara                  | * 1951      | 2012–2017                    |
|      | Kaifala Marah                  |             | 2017–2018                    |
|      | David Francis                  | * 1965      | 2018                         |
|      | Alie Kabba                     |             | 2018–2019                    |
|      | Nabeela Tunis                  |             | 2019–2021                    |
|      | David Francis                  | * 1965      | 30. April 2021–10. Juli 2023 |
|      | Timothy Kabbah                 |             | seit 10. Juli 2023           |